# Guy Creuzet de Richerand
Pour les articles homonymes, voir Richerand.
Guy Creuzet de Richerand est un ingénieur militaire français, né le 15 juillet 1652 à Chaulgnes et mort le 29 octobre 1704.

## Biographie
Ayant obtenu son diplôme d’ingénieur en 1672, il est capitaine en 1677, puis ingénieur en chef de la place de Sarrelouis de 1683 à 1692.
Il est nommé directeur des fortifications du Dauphiné en 1690.
Il dirige le renforcement des fortifications décidé à la suite de l'invasion savoyarde de 1692, à Saint-Vincent-les-Forts, Seyne et Colmars.
À Saint-Vincent, il construit le fort Saint-Vincent ou fort Joubert et la tour surveillant la crête. À Seyne, il est l’auteur de la citadelle. À Colmars, il construit les forts de France et de Savoie.

## Sources
- Henri Ribière, « Saint-Vincent-les-Forts », in Amis des forts Vauban de Colmars et Association Vauban, Vauban et ses successeurs dans les Alpes de Haute-Provence, Association Vauban, Paris, 1992, p. 75-78
- Guy Silve, « Seyne-les-Alpes et sa citadelle », in Amis des forts Vauban de Colmars et Association Vauban, Vauban et ses successeurs dans les Alpes de Haute-Provence, Association Vauban, Paris, 1992, p. 81-85
- Henri Ribière, « Saint-Vincent-les-Forts », in Amis des forts Vauban de Colmars et Association Vauban, Vauban et ses successeurs dans les Alpes de Haute-Provence, Association Vauban, Paris, 1992, p. 89-96